# São Nicolau (Rio Grande do Sul)
 São Nicolau é um município brasileiro do estado do Rio Grande do Sul.

## Geografia
Pertence à Mesorregião do Noroeste Rio-Grandense e à Microrregião de Santo Ângelo. É um município que conta com as águas do rio Uruguai e que tem fronteira fluvial com a Argentina. Seu primeiro distrito municipal é Santo Isidro.

## Subdivisões

### Distritos
| Distrito     | População |
| ------------ | --------- |
| Santo Isidro | 880       |
| São Nicolau  | 5526      |